# Harry Brauner
Harry Brauner (Piatra Neamț, 24 februari 1908 - Boekarest, 11 maart 1988) was een Roemeens etnomusicoloog, componist, hoogleraar muziek en van 1949 tot 1950 directeur van het Institut de Folclor in Boekarest. Brauner was een leerling en collega van Constantin Brăiloiu.
Hij was een broer van de kunstenaar Victor Brauner en sinds 1963 gehuwd met Lena Constante. Van 1954 tot 1962 werden zijn vrouw en hij na een showproces tegen Lucreţiu Pătrăşcanu in eenzame opsluiting gevangengezet en gemarteld door de Securitate. Later werden ze gerehabiliteerd door Nicolae Ceaușescu en werkte hij als onderzoeker en journalist.
- International Standard Name Identifier: 0000 0000 2455 6901
- Library of Congress Control Number: n80016653
- Nationale Bibliotheek van Tsjechië: jo20211113778
- Nationale Bibliotheek van Israël: 987007259070305171
- Nederlandse Thesaurus van Auteursnamen: 132359308
- Virtual International Authority File: 25896273
- WorldCat: E39PBJt8gKr3pcWbqjBcB9g9Xd